# Metagynella vietnamensis
Metagynella vietnamensis es una especie de arácnido del orden Mesostigmata de la familia Metagynuridae.

## Distribución geográfica
Se encuentra en Vietnam.